# Jakub Mareš
Jakub Mareš (ur. 26 stycznia 1987 w Cieplicach) – czeski piłkarz występujący na pozycji napastnika w czeskim klubie FK Teplice.

## Kariera klubowa
Grę w piłkę nożną rozpoczął w wieku 5 lat w FK Teplice z rodzinnych Cieplic. W 2004 roku włączono go do składu pierwszego zespołu. 10 kwietnia 2005 zadebiutował w Gambrinus Lidze w wygranym 1:0 meczu z SFC Opava, w którym wszedł na boisko w 90. minucie za Pavla Verbířa. W sezonie 2004/05 został wypożyczony do drugoligowego MFK Ústí nad Labem, gdzie rozegrał 19 spotkań i zdobył 1 gola. W kolejnym sezonie występował na wypożyczeniu w 1. FC Slovácko, gdzie zaliczył 14 występów. Po powrocie w połowie 2007 roku do FK Teplice rozpoczął grę w podstawowym składzie klubu. W XV kolejce sezonu 2007/08 zdobył pierwszą w bramkę w czeskiej ekstraklasie w spotkaniu przeciwko Bohemians 1905 (2:0). W sezonie 2008/09 wywalczył Puchar Czech, po zwycięstwie w finale nad 1. FC Slovácko.
Latem 2011 roku Teplice wypożyczyły go na pół roku z opcją pierwokupu do Sparty Praga. W barwach tego klubu rozegrał 12 ligowych meczów i zdobył 2 bramki; wystąpił również w kwalifikacjach Ligi Europy 2011/12. Po zakończeniu okresu wypożyczenia władze Sparty zdecydowały się zrezygnować z jego usług. Na początku 2012 roku za kwotę 10 milionów koron przeniósł się do FK Mladá Boleslav. W 2013 roku dotarł z tym zespołem do finału Pucharu Czech, w którym jego drużyna uległa po serii rzutów karnych FK Baumit Jablonec. W sezonie 2013/14 występował na wypożyczeniu w FK Dukla Praga, która latem 2014 roku zdecydowała się na transfer definitywny. Przez 3 lata rozegrał dla tego klubu 72 spotkania, w których zdobył 9 goli.
Latem 2016 roku Mareš przeniósł się do MFK Ružomberok. 16 lipca 2016 zadebiutował w Fortuna Lidze w wygranym 1:0 meczu z Tatranem Preszów. W sezonie 2016/17 został z 14 golami wicekrólem strzelców ligi ex aequo z Rangelo Jangą i Michalem Škvarką, a także wybrano go do najlepszej jedenastki sezonu. W maju 2017 roku podpisał dwuletni kontrakt ze Slovanem Bratysława, gdzie w 18 meczach zdobył 12 goli. W lutym 2018 roku związał się półtoraroczną umową z Zagłębiem Lubin, prowadzonym przez Mariusza Lewandowskiego. 9 lutego zadebiutował w Ekstraklasie w przegranym 2:3 spotkaniu z Legią Warszawa, w którym zdobył dwie bramki.

## Kariera reprezentacyjna
W latach 2002–2007 występował w juniorskich i młodzieżowych reprezentacjach Czech w kategoriach U-16, U-17, U-18, U-19 oraz U-20. W 2006 roku dotarł z kadrą U-19 do półfinału mistrzostw Europy rozgrywanych w Polsce. W 2007 roku wywalczył na turnieju w Kanadzie wicemistrzostwo świata do lat 20, przegrywając w finale 1:2 z Argentyną.
W maju 2011 roku został umieszczony przez Michala Bílka na liście rezerwowej seniorskiej reprezentacji Czech na turniej Kirin Cup 2011.

## Sukcesy

### Zespołowe
FK Teplice
- Puchar Czech: 2008/09

Czechy U-20
- wicemistrzostwo świata: 2007

### Indywidualne
- wybór do drużyny sezonu Fortuna Ligi: 2016/17